# Tillandsia barborkae
Tillandsia barborkae là một loài thực vật có hoa trong họ Bromeliaceae. Loài này được Halda & Hertus mô tả khoa học đầu tiên năm 2007.